# Porozumienie ankarskie
Porozumienie ankarskie (tur. Ankara Antlaşması), oficjalnie: Umowa ustanawiająca Stowarzyszenie między Europejską Wspólnotą Gospodarczą i Turcją – międzynarodowa umowa dotycząca ustanowienia ram współpracy między Turcją a Wspólnotą Europejską, zawarta w Ankarze 12 września 1963.
Dotyczyła ona m.in. współpracy sygnatariuszy w celu utworzenia unii celnej, regulacji statusu prawnego pracowników tureckich na terenie Wspólnoty czy pomocy finansowej EWG dla Turcji.